# NEWS (Band)
NEWS (früher auch NewS) ist eine japanische J-Pop-Boygroup aus der Talentschmiede von Johnny & Associates. Der Name setzt sich aus den Anfangsbuchstaben der englischen Wörter für die vier Himmelsrichtungen zusammen. Die drei offiziellen Mitglieder sind Keiichirō Koyama, Takahisa Masuda, Shigeaki Katō. Die Band startete ursprünglich mit neun Mitgliedern, verlor jedoch seit ihrer Gründung in 2003 bis 2020 insgesamt sechs Mitglieder. Hiroki Uchi und Hironori Kusano verließen die Gruppe aufgrund von Skandalen, während Tomohisa Yamashita und Ryō Nishikido im Oktober 2011 ihren Ausstieg erklärten. Yuya Tegoshi verließ die Gruppe im Jahr 2020.

## Geschichte
NewS begannen ihre Karriere offiziell im September 2003 mit neun Gründungsmitgliedern: Tomohisa Yamashita (ex. 4 Tops), Keiichirō Koyama, Shigeaki Katō, Hironori Kusano (alle drei ex. K.K.Kity), Takahisa Masuda (ex. Kis-My-Ft), Yuya Tegoshi, Takahiro Moriuchi (ex. Jr.BOYS), Ryō Nishikido und Hiroki Uchi (beide ex. Kansai Jr.). Sie wurden alle aus Johnny’s Juniors-Gruppen ausgewählt.
Ihre erste Single, NEWS Nippon, erschien am 7. November und wurde dem Datum entsprechend nur in 7-Eleven-Geschäften verkauft. Sie wurde außerdem der offizielle Song des Volleyball Worldcup 2003. Aufgrund seines Studiums entschied sich Moriuchi Takahiro kurze Zeit später im Dezember 2003 die Gruppe als auch Johnny’s Entertainment zu verlassen.
Unter ihrem alten Namen, aber in der geänderten Schreibweise NEWS wurde im Mai 2004 ihre Major-Debütsingle Kibou ~Yell~ veröffentlicht, welche sich, wie auch die darauf folgenden Singles, den 1. Platz der Oricon-Charts sichern konnte. Das ist ihnen bisher neben KAT-TUN und den Kinki Kids, die ebenfalls zu Johnny’s Entertainment gehören, als einzige gelungen. Im Juli wurde von Johnny’s die Gruppe Kanjani∞ gegründet, bei der Ryō und Hiroki ebenfalls als Mitglieder einstiegen.
Nach weiteren Singles und ihrem bislang einzigen Album touch wurden NEWS 2006 auf Eis gelegt, da Hiroki Uchi im Juli 2005 und Kusano im Januar 2006 angeblich Alkohol getrunken haben sollen, obwohl sie noch minderjährig waren. Johnny’s Regeln in Bezug auf Alkohol sind aufgrund der großen Anzahl minderjähriger Fans sehr strikt, und Uchi musste seine Aktivitäten einstellen. Kusano soll darum gebeten haben, suspendiert zu werden, laut eigenen Angaben aus Rücksicht gegenüber den Fans.
Den verbliebenen Mitgliedern wurde erlaubt, sich in der Zwischenzeit eigenen Projekten zu widmen. Tomohisa ‚YamaP’ Yamashita veröffentlichte eine erfolgreiche Single unter seinem Namen und spielte, wie die anderen Mitglieder auch, in Fernseh-Dorama, während Ryō weiterhin bei Kanjani∞ arbeitete.
NEWS’ Comeback wurde auf dem Silvesterkonzert Johnny’s Countdown 2006-2007 eingeleitet, bei dem sie erstmals wieder auftraten. Zunächst verbleibt die offizielle Mitgliederanzahl bei 6, Hiroki Uchi und Hironori Kusano durften ihre Aktivitäten als Trainees, Lehrlinge, wieder aufnehmen. Auch die neuste veröffentlichte Single nach dieser Pause, Hoshi wo Mezashite sicherte sich den 1. Platz in den Charts und wurde ihre meistverkaufte Single nach ihrer Debütsingle.
Am 7. November 2007 erschien NEWS' neueste Single weeeek, die von der bekannten japanischen Band GReeeeN geschrieben und komponiert wurde. Der Song wurde außerdem in den Werbeclips für das Kleiderlabel Russ-K benutzt, für welches NEWS die Werbung macht. Am selben Tag erschien auch das langerwartete 2. Album pacific. Beides, Single und Album, sicherten Platz 1 in den Oricon-Charts.
Für den Film zu dem Dorama Kurosagi, in dem wieder Yamashita Tomohisa die Hauptrolle spielt, liefern NEWS den Titelsong Taiyou no Namida. Die Single zu dem Song erschien am 27. Februar 2008, der Film lief am 8. März 2008 in den japanischen Kinos an.

## Mitglieder
- offizielle Mitglieder

Keiichirō Koyama (小山 慶一郎, Koyama Keiichirō; * 1. Mai 1984)
Takahisa Masuda (増田 貴久, Masuda Takahisa; * 4. Juli 1986)
Shigeaki Katō (加藤 シゲアキ, 加藤 成亮, Katō Shigeaki; * 11. Juli 1987)
- ehemalige Mitglieder

Takahiro Moriuchi (森内 貴寛, Moriuchi Takahiro; * 17. April 1988)
Ryō Nishikido (錦戸 亮, Nishikido Ryō; * 3. November 1984)
Tomohisa Yamashita (山下 智久,Yamashita Tomohisa; * 9. April 1985)
Hiroki Uchi (内 博貴, Uchi Hiroki; * 10. September 1986)
Yūya Tegoshi (手越 祐也, Tegoshi Yūya; * 11. November 1987)
Hironori Kusano (草野 博紀, Kusano Hironori; * 15. Februar 1988)

## Diskografie

### Alben
| Jahr | Titel                                      | Höchstplatzierung, Gesamtwochen, AuszeichnungChartsChartplatzierungen (Jahr, Titel, Platzierungen, Wochen, Auszeichnungen, Anmerkungen) | Anmerkungen                                                         |
| Jahr | Titel                                      | JP | Anmerkungen                                                         |
| ---- | ------------------------------------------ | --- | ------------------------------------------------------------------- |
| 2005 | Touch                                      | JP1 Platin · (38 Wo.)JP | Erstveröffentlichung: 27. April 2005 Verkäufe: + 250.000            |
| 2007 | Pacific                                    | JP1 Platin · (21 Wo.)JP | Erstveröffentlichung: 7. November 2007 Verkäufe: + 250.000          |
| 2008 | Color                                      | JP1 Platin · (15 Wo.)JP | Erstveröffentlichung: 19. November 2008 Verkäufe: + 250.000         |
| 2010 | Live                                       | JP1 Gold · (12 Wo.)JP | Erstveröffentlichung: 15. September 2010 Verkäufe: + 100.000        |
| 2012 | News Best                                  | JP1 Gold · (17 Wo.)JP | Erstveröffentlichung: 6. März 2012 Kompilation; Verkäufe: + 100.000 |
| 2013 | News                                       | JP1 Gold · (10 Wo.)JP | Erstveröffentlichung: 17. Juli 2013 Verkäufe: + 100.000             |
| 2015 | White                                      | JP1 Gold · (13 Wo.)JP | Erstveröffentlichung: 25. Februar 2015 Verkäufe: + 100.000          |
| 2016 | Quartetto                                  | JP1 Gold · (20 Wo.)JP | Erstveröffentlichung: 9. März 2016 Verkäufe: + 100.000              |
| 2017 | Neverland                                  | JP1 Gold · (15 Wo.)JP | Erstveröffentlichung: 22. März 2017 Verkäufe: + 100.000             |
| 2018 | Epcotia                                    | JP1 Gold · (12 Wo.)JP | Erstveröffentlichung: 21. März 2018 Verkäufe: + 100.000             |
| 2019 | Worldista                                  | JP1 Gold · (14 Wo.)JP | Erstveröffentlichung: 20. Februar 2019 Verkäufe: + 100.000          |
| 2020 | Story                                      | JP1 (18 Wo.)JP | Erstveröffentlichung: 4. März 2020                                  |
| 2022 | Ongaku (音楽)                              | JP1 Gold · (16 Wo.)JP | Erstveröffentlichung: 17. August 2022 Verkäufe: + 100.000           |
| 2023 | Ongaku: 2nd Movement (音楽 -2nd Movement-) | JP1 Gold · (10 Wo.)JP | Erstveröffentlichung: 15. März 2023 EP; Verkäufe: + 100.000         |
| 2023 | NEWS EXPO                                  | JP1 Gold · (17 Wo.)JP | Erstveröffentlichung: 9. August 2023 Verkäufe: + 100.000            |
| 2024 | JapaNEWS                                   | JP1 Gold · (10 Wo.)JP | Erstveröffentlichung: 7. August 2024 Verkäufe: + 100.000            |

### Singles
| Jahr | Titel Album                                                                             | Höchstplatzierung, Gesamtwochen, AuszeichnungChartsChartplatzierungen (Jahr, Titel, Album, Platzierungen, Wochen, Auszeichnungen, Anmerkungen) | Anmerkungen                                                  |
| Jahr | Titel Album                                                                             | JP | Anmerkungen                                                  |
| ---- | --------------------------------------------------------------------------------------- | --- | ------------------------------------------------------------ |
| 2003 | NEWS Nippon (NEWSニッポン) Touch                                                        | — | Erstveröffentlichung: 7. November 2003                       |
| 2004 | Kibou ~Yell~ (希望~Yell~) Touch                                                         | JP1 ×2Doppelplatin · (20 Wo.)JP | Erstveröffentlichung: 12. Mai 2004 Verkäufe: + 500.000       |
| 2004 | Akaku Moyuru Taiyou (紅く燃ゆる太陽) Touch                                              | JP1 Platin · (15 Wo.)JP | Erstveröffentlichung: 11. August 2004 Verkäufe: + 250.000    |
| 2005 | Cherish (チェリッシュ) Touch                                                            | JP1 Platin · (12 Wo.)JP | Erstveröffentlichung: 16. März 2005 Verkäufe: + 250.000      |
| 2005 | Teppen Pacific                                                                          | JP1 Platin · (17 Wo.)JP | Erstveröffentlichung: 13. Juli 2005 Verkäufe: + 250.000      |
| 2006 | Sayaendou / Hadashi no Cinderella Boy (サヤエンドウ/裸足のシンデレラボーイ) Pacific     | JP1 Platin · (14 Wo.)JP | Erstveröffentlichung: 15. März 2006 Verkäufe: + 250.000      |
| 2007 | Hoshi wo Mezashite (星をめざして) Pacific                                               | JP1 Platin · (14 Wo.)JP | Erstveröffentlichung: 21. März 2007 Verkäufe: + 250.000      |
| 2007 | Weeeek Color                                                                            | JP1 Platin · (29 Wo.)JP | Erstveröffentlichung: 7. November 2007 Verkäufe: + 250.000   |
| 2008 | Taiyou no Namida (太陽のナミダ) Color                                                   | JP1 Platin · (13 Wo.)JP | Erstveröffentlichung: 27. Februar 2008 Verkäufe: + 250.000   |
| 2008 | Summer Time Color                                                                       | JP1 Platin · (17 Wo.)JP | Erstveröffentlichung: 8. Mai 2008 Verkäufe: + 250.000        |
| 2008 | Happy Birthday Color                                                                    | JP1 Platin · (16 Wo.)JP | Erstveröffentlichung: 1. Oktober 2008 Verkäufe: + 250.000    |
| 2009 | Koi no ABO (恋の ABO) Live                                                              | JP1 Platin · (26 Wo.)JP | Erstveröffentlichung: 29. April 2009 Verkäufe: + 250.000     |
| 2010 | Sakura Girl (さくらガール) Live                                                         | JP1 Platin · (11 Wo.)JP | Erstveröffentlichung: 31. März 2010 Verkäufe: + 250.000      |
| 2010 | Fighting Man NEWS Best                                                                  | JP1 Gold · (17 Wo.)JP | Erstveröffentlichung: 3. November 2010 Verkäufe: + 100.000   |
| 2012 | Chankapāna (チャンカパーナ) News                                                        | JP1 Platin + Gold (Streaming) · (48 Wo.)JP | Erstveröffentlichung: 18. Juli 2012 Verkäufe: + 250.000      |
| 2012 | World Quest / Pokopon Pekōrya (ポコポンペコーリャ) News                                 | JP1 Gold · (15 Wo.)JP | Erstveröffentlichung: 12. Dezember 2012 Verkäufe: + 100.000  |
| 2014 | One -for the win- White                                                                 | JP1 Gold · (14 Wo.)JP | Erstveröffentlichung: 11. Juli 2014 Verkäufe: + 100.000      |
| 2015 | Kaguya White                                                                            | JP1 Gold · (11 Wo.)JP | Erstveröffentlichung: 7. Januar 2015 Verkäufe: + 100.000     |
| 2015 | Chumu Chumu (チュムチュム) Quartetto                                                    | JP1 Gold · (12 Wo.)JP | Erstveröffentlichung: 24. Juni 2015 Verkäufe: + 100.000      |
| 2016 | Hikari no Shizuku (ヒカリノシズク) / Touch Quartetto                                    | JP1 Gold · (11 Wo.)JP | Erstveröffentlichung: 20. Januar 2016 Verkäufe: + 100.000    |
| 2016 | Koi o Shiranai Kimi e (恋を知らない君へ) Neverland                                      | JP1 Gold · (27 Wo.)JP | Erstveröffentlichung: 13. Juli 2016 Verkäufe: + 100.000      |
| 2017 | Emma Neverland                                                                          | JP1 Gold · (12 Wo.)JP | Erstveröffentlichung: 8. Februar 2017 Verkäufe: + 100.000    |
| 2018 | LPS Epcotia                                                                             | JP1 Gold · (13 Wo.)JP | Erstveröffentlichung: 17. Januar 2018 Verkäufe: + 100.000    |
| 2018 | Blue Worldista                                                                          | JP1 Gold · (15 Wo.)JP | Erstveröffentlichung: 27. Juni 2018 Verkäufe: + 100.000      |
| 2018 | Ikiro (「生きろ」) Worldista                                                            | JP1 Platin · (24 Wo.)JP | Erstveröffentlichung: 12. September 2018 Verkäufe: + 250.000 |
| 2019 | Top Gun (トップガン) / Love Story Story                                                 | JP1 Gold · (13 Wo.)JP | Erstveröffentlichung: 12. Juni 2019 Verkäufe: + 100.000      |
| 2020 | Beautiful / Chincha Umakka / Kanariya (ビューティフル/チンチャうまっか/カナリヤ) Ongaku | JP1 Gold · (31 Wo.)JP | Erstveröffentlichung: 23. Dezember 2020 Verkäufe: + 100.000  |
| 2021 | Burn Ongaku                                                                             | JP1 Gold · (22 Wo.)JP | Erstveröffentlichung: 30. Juni 2021 Verkäufe: + 100.000      |
| 2021 | Mirai e / ReBorn Ongaku                                                                 | JP1 Gold · (24 Wo.)JP | Erstveröffentlichung: 17. November 2021 Verkäufe: + 100.000  |
| 2022 | Loser / Sanjūshi (三銃士) Ongaku                                                        | JP1 Gold · (26 Wo.)JP | Erstveröffentlichung: 15. Juni 2022 Verkäufe: + 100.000      |
| 2023 | Gifted (ギフテッド) –                                                                   | JP1 Gold · (19 Wo.)JP | Erstveröffentlichung: 22. November 2023 Verkäufe: + 100.000  |
| 2024 | Look over there (あっちむいてほい) –                                                    | JP1 Gold · (10 Wo.)JP | Erstveröffentlichung: 13. November 2024 Verkäufe: + 100.000  |

### Videoalben
| Jahr | Titel                                                                                                   | Höchstplatzierung, Gesamtwochen, AuszeichnungChartsChartplatzierungen (Jahr, Titel, Platzierungen, Wochen, Auszeichnungen, Anmerkungen) | Anmerkungen                                                 |
| Jahr | Titel                                                                                                   | JP | Anmerkungen                                                 |
| ---- | --- | --- | ----------------------------------------------------------- |
| 2004 | NEWS Nippon 0304                                                                                        | JP2 (72 Wo.)JP | Erstveröffentlichung: 4. Februar 2004                       |
| 2007 | Never Ending Wonderful Story                                                                            | JP1 Gold · (54 Wo.)JP | Erstveröffentlichung: 8. Februar 2007 Verkäufe: + 100.000   |
| 2008 | NEWS Concert Tour Pacific 2007 2008 -The First Tokyo Dome Concert-                                      | JP1 Gold · (37 Wo.)JP | Erstveröffentlichung: 8. Februar 2008 Verkäufe: + 100.000   |
| 2009 | NEWS Live Diamond                                                                                       | JP1 Gold · (17 Wo.)JP | Erstveröffentlichung: 11. Februar 2009 Verkäufe: + 100.000  |
| 2010 | NEWS Dome Party 2010 Live! Live! Live! DVD!                                                             | JP1 Gold · (17 Wo.)JP | Erstveröffentlichung: 12. Februar 2010 Verkäufe: + 100.000  |
| 2013 | NEWS Live Tour 2012 – I’ll Make You Love Beautifully                                                    | JP1 (66 Wo.)JP | Erstveröffentlichung: 1. Februar 2013                       |
| 2013 | Flower Zubora Rice                                                                                      | JP164 (1 Wo.)JP | Erstveröffentlichung: 3. Februar 2013                       |
| 2014 | NEWS 10th Anniversary in Tokyo Dome [DVD]                                                               | JP2 (62 Wo.)JP | Erstveröffentlichung: 4. Februar 2014                       |
| 2015 | Four Musketeers                                                                                         | JP1 Gold · (14 Wo.)JP | Erstveröffentlichung: 11. Februar 2015 Verkäufe: + 100.000  |
| 2016 | NEWS Live Tour 2015 White                                                                               | JP1 Gold · (33 Wo.)JP | Erstveröffentlichung: 4. Februar 2016 Verkäufe: + 100.000   |
| 2016 | Kindaichi Shonen’s Case Book R DVD Box II. <First Specification Version>                                | — | Erstveröffentlichung: 8. Februar 2016                       |
| 2016 | NEWS Live Tour 2016 Quartetto                                                                           | JP1 Gold · (26 Wo.)JP | Erstveröffentlichung: 14. Dezember 2016 Verkäufe: + 100.000 |
| 2018 | NEWS Live Tour 2017 Neverland                                                                           | JP1 Gold · (47 Wo.)JP | Erstveröffentlichung: 24. Januar 2018 Verkäufe: + 100.000   |
| 2019 | NEWS Arena Tour 2018 Epcotia                                                                            | JP1 Gold · (21 Wo.)JP | Erstveröffentlichung: 16. Januar 2019 Verkäufe: + 100.000   |
| 2019 | NEWS 15th Anniversary Live 2018 “Strawberry”                                                            | JP1 Gold · (21 Wo.)JP | Erstveröffentlichung: 1. September 2019 Verkäufe: + 100.000 |
| 2020 | NEWS Dome Tour 2018-2019 Epcotia -Encore-                                                               | JP1 Gold · (24 Wo.)JP | Erstveröffentlichung: 22. Januar 2020 Verkäufe: + 100.000   |
| 2020 | NEWS Live Tour 2019 Worldista                                                                           | JP1 Gold · (13 Wo.)JP | Erstveröffentlichung: 21. Oktober 2020 Verkäufe: + 100.000  |
| 2021 | Rental person who does nothing DVD-Box                                                                  | JP17 (2 Wo.)JP | Erstveröffentlichung: 23. April 2021                        |
| 2022 | NEWS Live Tour 2020 Story                                                                               | JP1 (16 Wo.)JP | Erstveröffentlichung: 9. Februar 2022                       |
| 2023 | NEWS Live Tour 2022 Ongaku                                                                              | JP1 (23 Wo.)JP | Erstveröffentlichung: 17. Mai 2023                          |
| 2024 | NEWS 20th Anniversary Live 2023 NEWS EXPO (初回盤)                                                      | JP1 (21 Wo.)JP | Erstveröffentlichung: 29. Mai 2024                          |
| 2024 | NEWS 20th Anniversary Live 2023 in Tokyo Dome Best Hit Parade!!! ～シングル全部やっちゃいます～(初回盤) | JP1 (16 Wo.)JP | Erstveröffentlichung: 11. September 2024                    |

### Auszeichnungen für Musikverkäufe
Anmerkung: Auszeichnungen in Ländern aus den Charttabellen bzw. Chartboxen sind in ebendiesen zu finden.
| Land/RegionAuszeichnungen für Musikverkäufe (Land/Region, Auszeichnungen, Verkäufe, Quellen) | Gold       | Platin       | Verkäufe  | Quellen        |
| -------------------------------------------------------------------------------------------- | ---------- | ------------ | --------- | -------------- |
| Japan (RIAJ)                                                                                 | 42× Gold42 | 18× Platin18 | 8.600.000 | riaj.or.jp JP2 |
| Insgesamt                                                                                    | 42× Gold42 | 18× Platin18 |           |                |